# 크리스 브링커
크리스 브링커(Chris Brinker, 1970년 12월 17일 ~ 2013년 2월 8일)는 미국의 영화 프로듀서, 영화 감독이다.
미국에서 태어났으며 머리나델레이에서 사망하였다.

## 영화
- 배드 컨트리 (2014년)
- 분닥 세인트 2 (2009년)
- 분닥 세인트 (1999년)